# یاگیله
یاگیله (به لاتین: Jagiele) یک روستا در لهستان است که در گمینا بانگه مازورسکیه واقع شده‌است. یاگیله ۳۰ نفر جمعیت دارد.